# Fahne und Wappen der Schweiz
Die Schweizerfahne und das Wappen der Schweiz zeigen ein aufrechtes, freistehendes weisses griechisches Kreuz auf rotem Grund – das Schweizerkreuz.

## Schweizerfahne

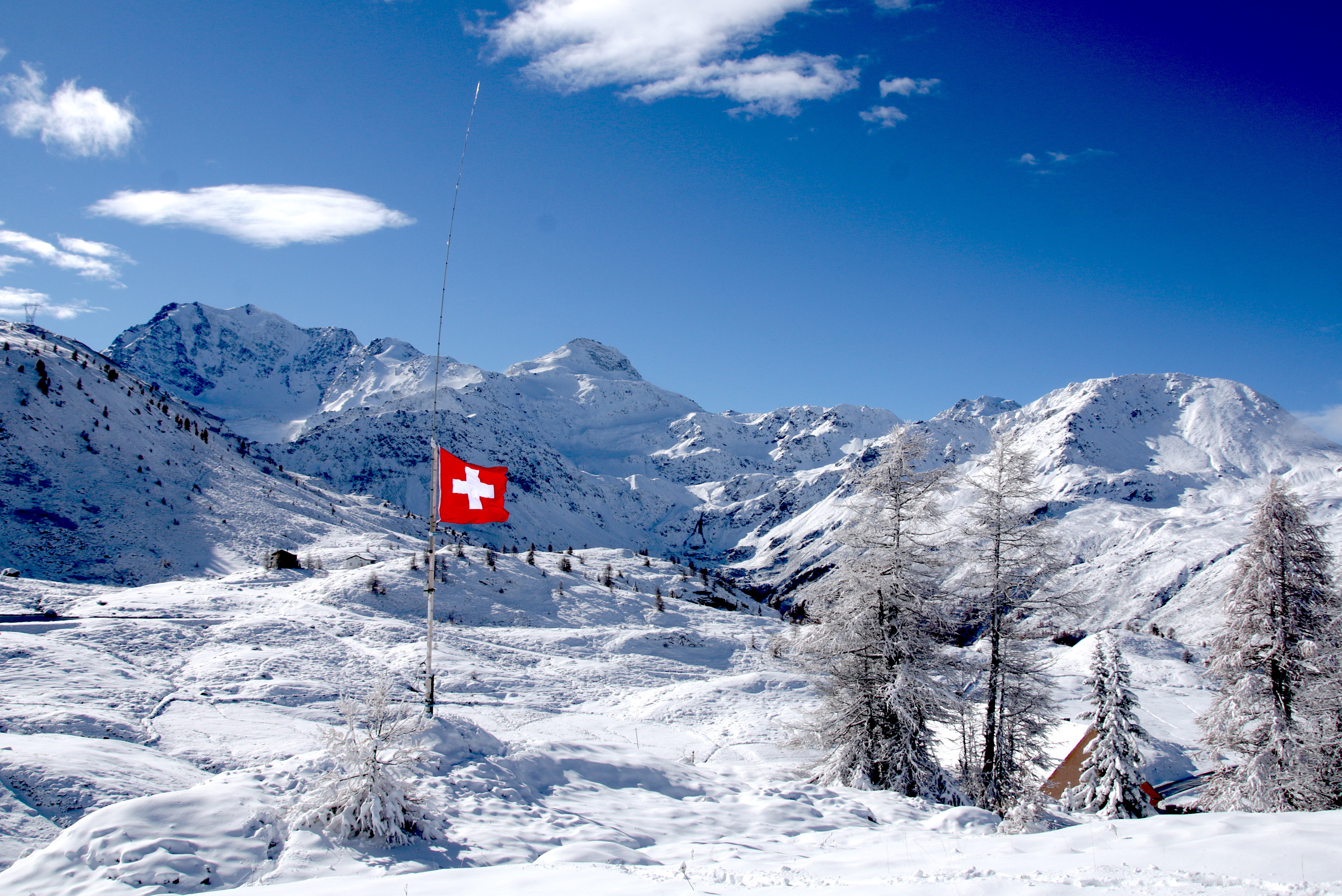
Schweizerfahne auf dem Simplonpass, im Hintergrund Fletschhorn (l), Böshorn (m) und Galehorn

In der Schweiz wird die Bezeichnung Flagge nicht benutzt. Die Bezeichnung in Schweizer Hochdeutsch ist stattdessen Fahne beziehungsweise Schweizerfahne.

### Proportionen
Im Gegensatz zu den meisten anderen Nationalflaggen ist die Schweizerfahne quadratisch. Daneben wird oft auch für die Flagge des Vatikanstaats eine quadratische Form angegeben, was jedoch umstritten ist. Schon lange vor der gesetzlichen Festlegung wurde die Schweizerfahne in der Regel in Quadratform verwendet. Seit dem 1. Januar 2017 gilt das neue Wappenschutzgesetz, das in Art. 3 die Quadratform zwingend vorschreibt: «Die Schweizerfahne zeigt ein Schweizerkreuz in einem quadratischen Feld.» Nur auf Hochsee- und Binnenschiffen schweizerischer Reedereien weht eine rechteckige Fahne im Verhältnis 2:3 (siehe unten). Diese Ausnahme wurde im Wappenschutzgesetz bestätigt (Art. 3 Abs. 3 WSchG).
Für das Schweizerkreuz gilt, dass «die Arme je einen Sechstel länger als breit sind» (Art. 1 1 WSchG). Das Verhältnis von Breite und Länge beträgt also bei den Kreuzarmen 6 zu 7 und bei den ganzen Kreuzbalken 6 zu 20.
Die Grösse des Schweizerkreuzes im Verhältnis zur Fahne wird in Anhang 2 des Wappenschutzgesetzes anhand einer Zeichnung festgelegt: Der Abstand zwischen Kreuz und Fahnenrand beträgt auf jeder Seite eine Balkenbreite. Das Verhältnis der Länge der Kreuzbalken zur gesamten Seitenlänge der Fahne beträgt somit 5 zu 8.

### Schweizerflagge zur See und in der Luft

Seit 17. April 1941 führen Schweizer Seeschiffe eine rechteckige Nationalflagge im Verhältnis zu 2:3, die «Schweizerflagge zur See» genannt wird. Laut Gesetz darf sie nur von in der Schweiz immatrikulierten Seeschiffen geführt werden (Art. 3 Seeschifffahrtsgesetz). Definiert ist die Fahne im Anhang 1 des Bundesgesetzes vom 23. September 1953 über die Seeschifffahrt unter der Schweizer Flagge.
Die zu den Genietruppen zählenden Patrouillenboote der Motorbootkompanie der Schweizer Armee führen die Schweizerflagge zur See. Eine Marine existiert nicht.
Bereits 1911 wurde für Schiffe auf dem Bodensee eine rechteckige Schweizerflagge eingeführt. In ihrer Dienstanweisung für den Betrieb der Bodensee-Dampfschifffahrt vom 15. Januar 1911 legte die Schifffahrtsinspektion der Schweizerischen Bundesbahnen in Romanshorn die Flaggenordnung für ihre Schiffe fest, wonach «die Heck- und Bugflaggen rechteckig etwa im Verhältnis 2:3 sind». Mit der Flaggenordnung vom 20. Mai 1951 führen die Bodenseeschiffe die am Heck gehisste Flagge in rechteckiger Form.
Auch auf Verkehrsflugzeugen kommt die rechteckige Flagge zur Anwendung.

## Schweizerwappen

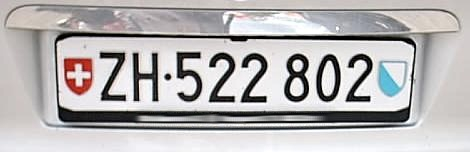
Autokontrollschild des Kantons Zürich

Das eidgenössische Wappen enthält dieselben Farben und dasselbe Kreuz wie die Fahne: auf rotem Grund ein frei stehendes, weisses Kreuz, dessen vier gleiche Arme «einen Sechstel länger als breit sind». Dies wurde bereits mit Bundesbeschluss vom 12. Dezember 1889 festgelegt. Dem Text war eine Musterzeichnung des Wappens beigefügt, die jedoch nicht für massgeblich erklärt wurde, so dass die Form des Wappenschildes und die Grösse des Kreuzes im Verhältnis zum Wappenschild noch nicht definiert waren. In dem seit 2017 gültigen Wappenschutzgesetz heisst es dagegen in Art. 2: «Für Form, Farbe und Grössenverhältnisse ist das in Anhang 1 abgebildete Muster massgebend.» Es handelt sich um dieselbe Musterzeichnung, die schon 1889 beigefügt war, mit dem Unterschied, dass sie nunmehr verbindlich ist. Damit sind die Form des Wappens und die Grösse des Kreuzes innerhalb des Wappens festgelegt.
Darstellungen des Wappens, mit variierenden Formen des Wappenschildes, finden sich auf den Schweizer Münzen, auf SBB-Lokomotiven wie der Baureihe Re 420 und SBB Re 6/6, den Kontrollschildern von Autos und auf manchen Gemeindewappen, so in Langendorf SO. Auf einigen Konsumgütern ist ein Logo aufgebracht, das in den Farben und mit einem Kreuz dem Schweizerwappen nachempfunden ist, jedoch nicht die definierte Wappenform aufweist. Dadurch wird ein Konflikt mit Art. 8 WSchG (insbesondere Abs. 4) umgangen. Ein Beispiel ist das Logo von Victorinox auf Schweizer Taschenmessern.

## Das Schweizer Rot

Verschiedene Varianten des «Schweizer Rot»

Die Farbe des roten Grundes auf Fahne und Wappen war vor der Einführung des Wappenschutzgesetzes (WSchG) gesetzlich nicht festgelegt; traditionell wurden verschiedene Farbtöne verwendet. Auch Unternehmen mit Logos, die vom Wappen abgeleitet sind, verwenden verschiedene Farbtöne. Das Logo der Swiss ist dunkler als seinerzeit das Rot im Logo der Swissair. Das heutige Logo von Victorinox hat eine andere Färbung und ist deutlich dunkler als etwa das Rot im Logo von SIGG.
In einzelnen Kantonen, die das Rot im Wappen führen, wurde die Farbe nicht definiert und einfach als «Wappenrot» bezeichnet, in anderen Kantonen wurde sie unterschiedlich festgelegt, z. B. als  Pantone 032 (Solothurn, Bern und Schwyz) oder Pantone 3G (Obwalden). In der Heraldik wird das helvetische Rot in der Druckfarbe Pantone 032 C angegeben.
Das ab 2007 geltende Corporate Design der Bundesverwaltung definierte das «Schweizer Rot» als Pantone 485, das heisst, zusammengesetzt aus je 100 Prozent Magenta und Gelb. Für die Darstellung im Internet mit sogenannten «websicheren Farben» (eine Farbpalette aus den Anfängen des Internets) wurde das Rot mit dem  RGB-Wert #FF0000 empfohlen.
In einem Corporate-Identity-Handbuch des Eidgenössischen Departements für auswärtige Angelegenheiten von 2008 wurde die Farbe für Publikationen der Organisationseinheit Präsenz Schweiz wie folgt festgelegt.
| Vollfarbendruck | 4-Farben-Druck | Bildschirm/Web | Bildschirm/Web | Bildschirm/Web |
| --------------- | -------------- | -------------- | -------------- | -------------- |
| Pantone         | CMYK           | RGB            | HEX            | Farbmuster     |
| 1797 C / 1797 U | 0/100/95/5     | 225/26/39      | #E11A27        |                |

Das Bundesgesetz über den Schutz des Schweizerwappens und anderer öffentlicher Zeichen (Wappenschutzgesetz) vom 21. Juni 2013 ist seit 2017 in Kraft. Im Anhang 1 wird das Rot des Schweizerwappens und der Schweizerfahne wie folgt festgelegt:
| Vollfarbendruck | 4-Farben-Druck | Bildschirm/Web | Bildschirm/Web | Bildschirm/Web |
| --------------- | -------------- | -------------- | -------------- | -------------- |
| Pantone         | CMYK           | RGB            | HEX            | Farbmuster     |
| 485 C / 485 U   | 0/100/100/0    | 255/0/0        | #FF0000        |                |

## Geschichte

### Alte Eidgenossenschaft bis 1798

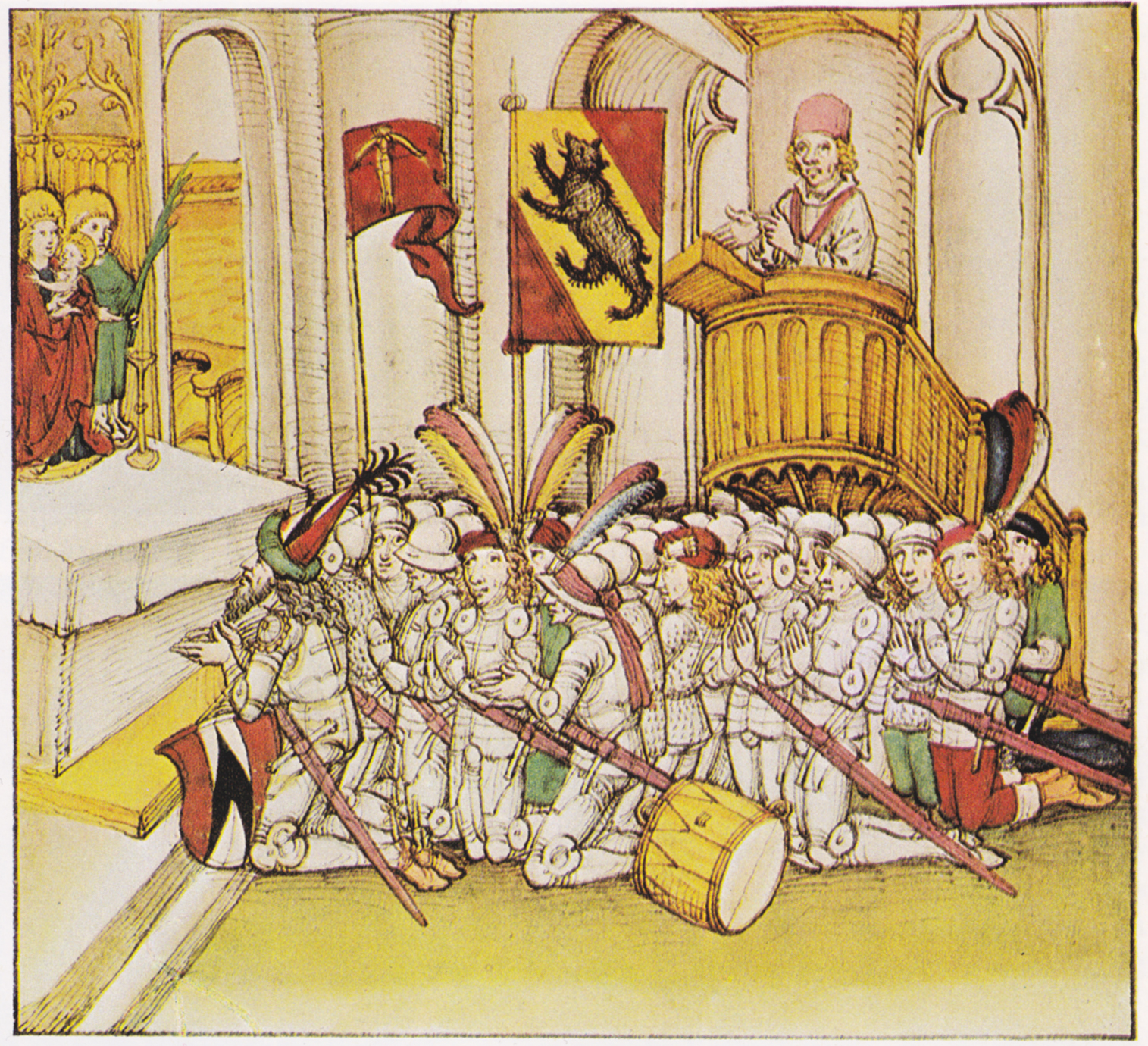
Die Berner und ihre Verbündeten in der Kirche, vor dem Auszug in die Schlacht bei Laupen 1339. Sie tragen Kreuze aus Leinwandstreifen als Erkennungszeichen auf der Kleidung. Spiezer Chronik (1458).

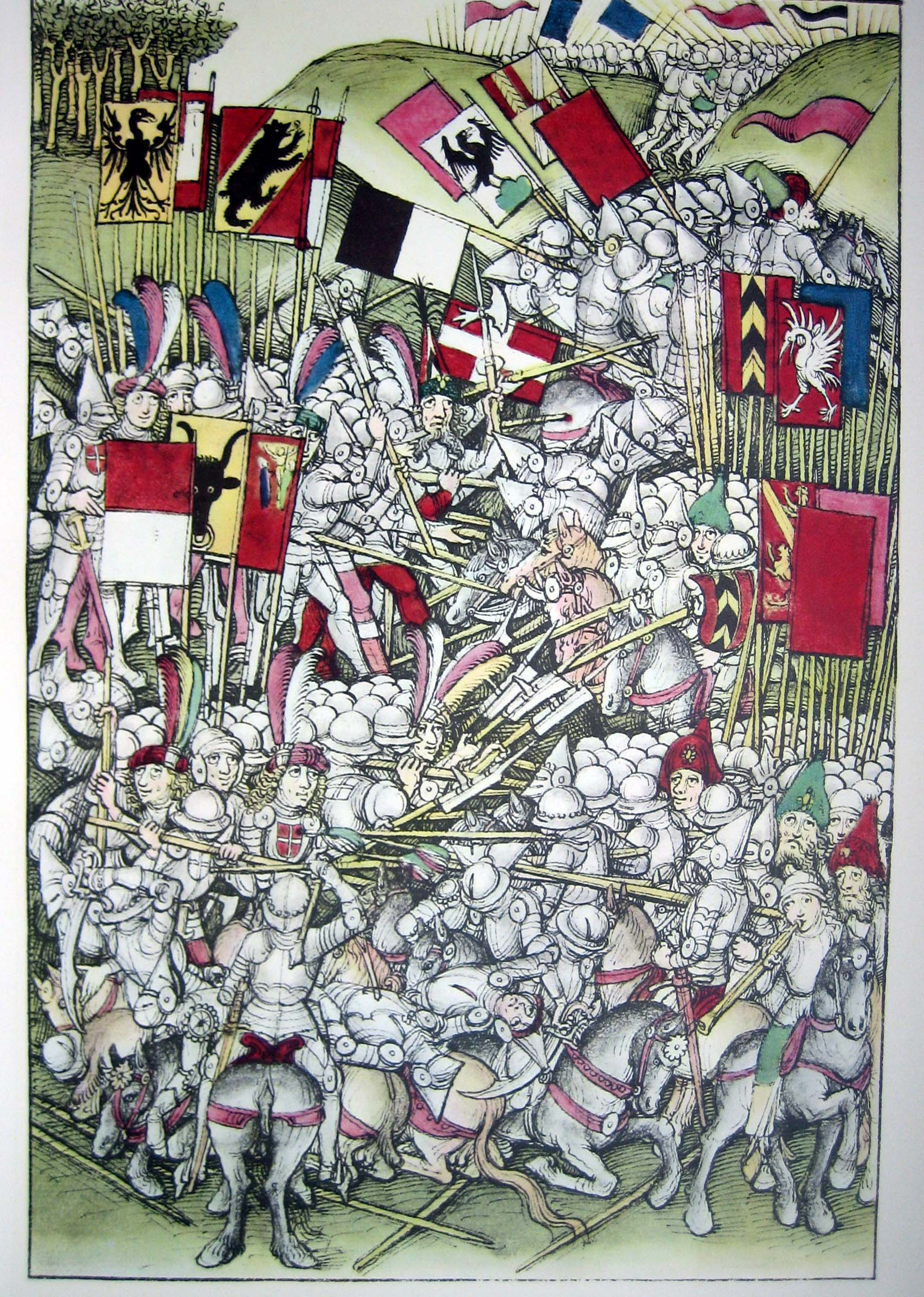
Die Schlacht bei Laupen in der Berner Chronik von Diebold Schilling. Einige der Eidgenossen (links) tragen ein rotes Wappen mit weissem Kreuz auf der Brust. Eine Schweizerfahne gab es damals noch nicht. Die Fahne in der Bildmitte mit weissem Kreuz und vier roten Ecken ist die des gegnerischen Savoyen.

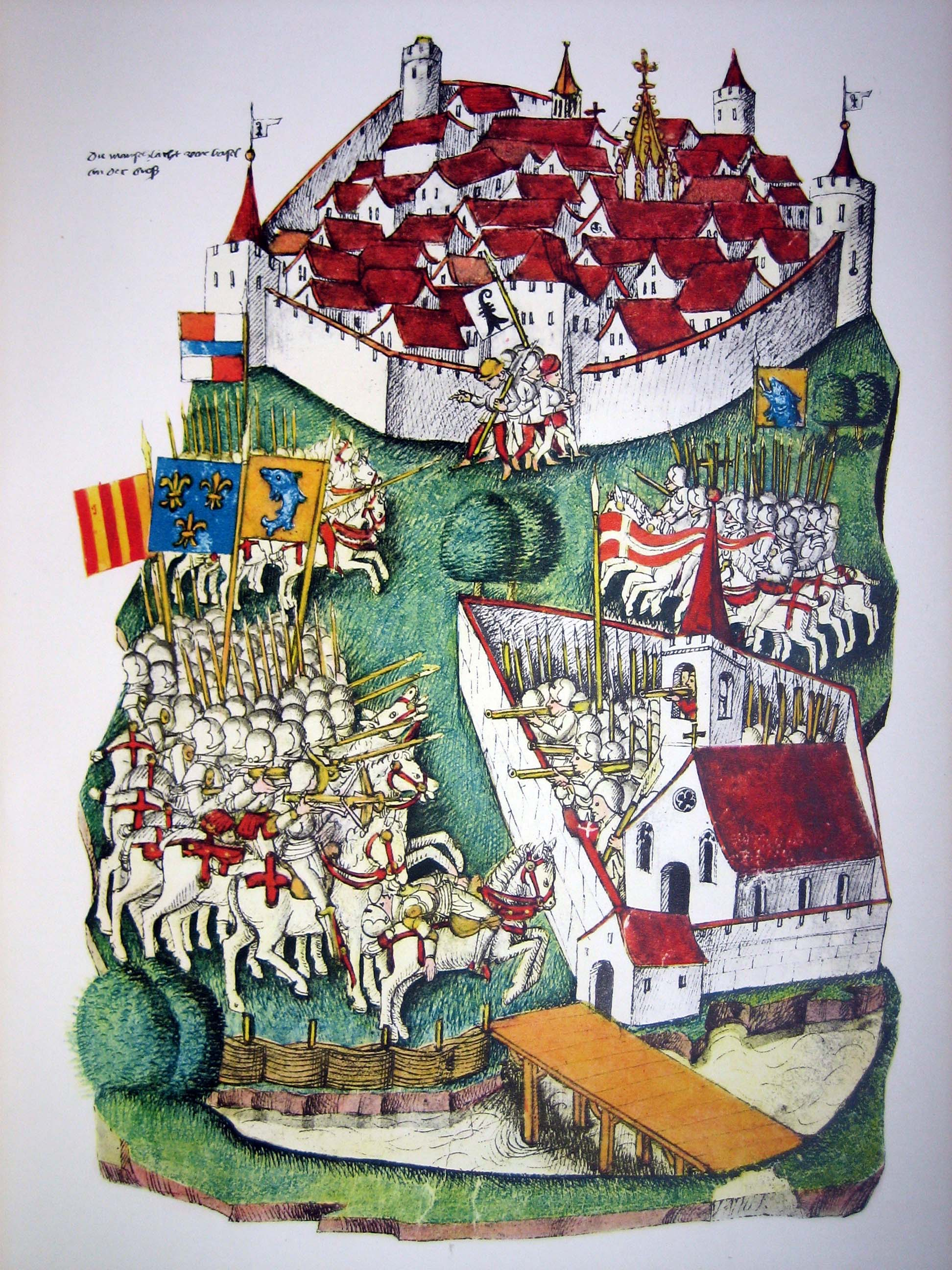
Dreieckige Schweizerfahne in der Schlacht bei St. Jakob an der Birs 1444 (Tschachtlanchronik 1470)

Die Herkunft des Schweizerkreuzes ist ungeklärt. Eine von mehreren Deutungen bringt es mit der legendären Thebaischen Legion in Verbindung.
Das Schweizerkreuz wurde bereits von den Alten Eidgenossen als Feldzeichen verwendet. Bei der Schlacht von Laupen im Jahr 1339 wurden weisse Kreuze aus Leinwandstreifen als Erkennungszeichen am Gewand der Krieger befestigt. Laut der Berner Chronik von Konrad Justinger (1420) waren alle Kämpfer der Eidgenossen bei der Schlacht von Laupen «gezeichnot mit dem zeichen des heiligen crützes, ein wisses crütz in einem roten schilt». Dies ist die früheste dokumentierte Verwendung des Schweizerkreuzes als Feldzeichen.
Ab dem 14. Jahrhundert wurde das weisse Kreuz auf dem Berner Feldzeichen geführt, im 15. Jahrhundert dann auch auf den übrigen eidgenössischen Feldzeichen, den sogenannten Fähnlein. Die Fähnlein wurden jedoch nur für weniger bedeutende Kriegszüge anstelle der Banner verwendet. Offizielle Hoheitszeichen waren in der Alten Eidgenossenschaft nur die Wappen der Kantone. Die Fahnen zeigten deshalb weiterhin die Wappen der Kantone, allenfalls war zusätzlich ein weisses Kreuz aufgeheftet. Zwischen 1450 und 1520 entwickelte sich das weisse Kreuz zum nationalen Erkennungszeichen der Eidgenossen, besonders in Abgrenzung zum burgundischen Andreaskreuz der deutschen Landsknechte. Die Arme des Kreuzes waren in dieser frühen Zeit schmal und oft bis zum Rand durchgezogen wie in den skandinavischen Flaggen. Das weisse Kreuz konnte damals auf rotem oder auch auf andersfarbigem Grund erscheinen, sowohl bei den Fahnen als auch auf der Kleidung der Kämpfer. Der rote Hintergrund ergab sich bei Fahnen mit der Farbe Rot, insbesondere bei der Fahne des Kantons Schwyz.
Die grossen Fahnen als gemeineidgenössisches Feldzeichen konnten auch eine dreieckige Form haben. Die ersten bildlichen Darstellungen des Schweizerkreuzes als Fahne finden sich in der Luzerner Chronik von 1513. Die älteste Darstellung des Schweizerwappens geht auf Johannes Stumpfs Wappenbuch aus der Mitte des 16. Jahrhunderts zurück. Etwa seit dieser Zeit wurde das weisse Kreuz als «eidgenössisches Kreuz» bezeichnet.

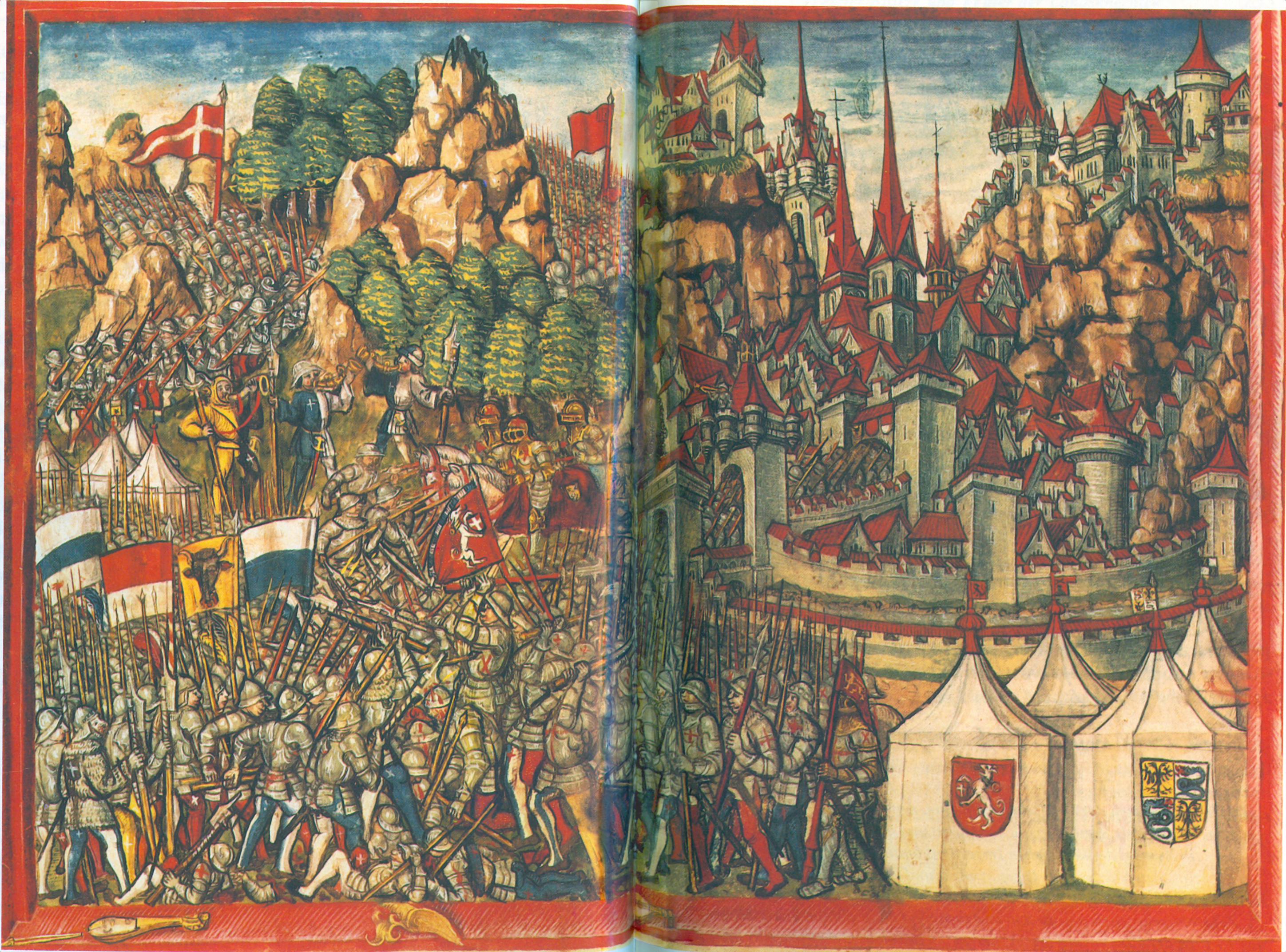
Grosse dreieckige Schweizerfahne (links oben) in der Schlacht bei Arbedo 1422. Die Eidgenossen marschieren unter den Fahnen ihrer Kantone, an ihrer Kleidung findet sich jedoch das weisse Kreuz, teils auf rotem Grund. Luzerner Chronik (1513).
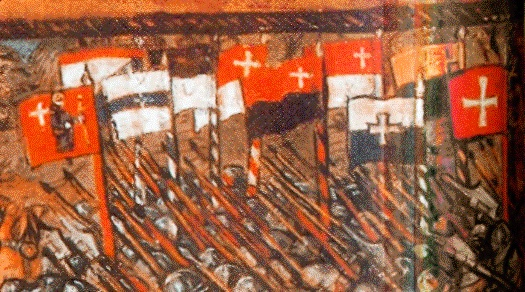
Schweizerkreuze auf den Fahnen der Eidgenossen in der Schlacht bei Nancy 1477. Ausser den Fahnen der Acht Alten Orte sind es die von Freiburg und Solothurn, die erst vier Jahre später der Eidgenossenschaft beitraten. Auf den Fahnen von Bern und Uri fehlt jeweils das Wappentier. Ganz rechts die Fahne von Schwyz. Darstellung in der Luzerner Chronik (Ausschnitt).

Nach dem Ende der gemeineidgenössischen Kriege 1515 führten die im Ausland für fremde Mächte kämpfenden Schweizer Söldnertruppen ihre Feldzeichen und Fahnen, denen das weisse durchgehende Kreuz gemein war. Die Farben und Muster in den vier Quadraten waren sehr unterschiedlich. Die Felder waren entweder alle oder zum Teil horizontal oder vertikal geteilt, oft in Varianten auch mit Wellen- oder Zickzackbalken und Rauten. Die Farben der Fahnen entsprachen denen der Hauptleute.
In der zweiten Hälfte des 17. Jahrhunderts tritt sowohl bei den in der Fremde dienenden Regimentern wie in den Kantonen das für Schweizer Militärfahnen typische Flammenmuster auf. Zuerst sind die Flammen diagonal angeordnet und greifen ineinander, dann sind sie radial angeordnet und laufen gegen die inneren Kreuzwinkel zu.

Frühe Form der Schweizerfahne: die Fahne von Schwyz in der Schlacht bei Nancy 1477 gemäss Luzerner Chronik (Bild oben)
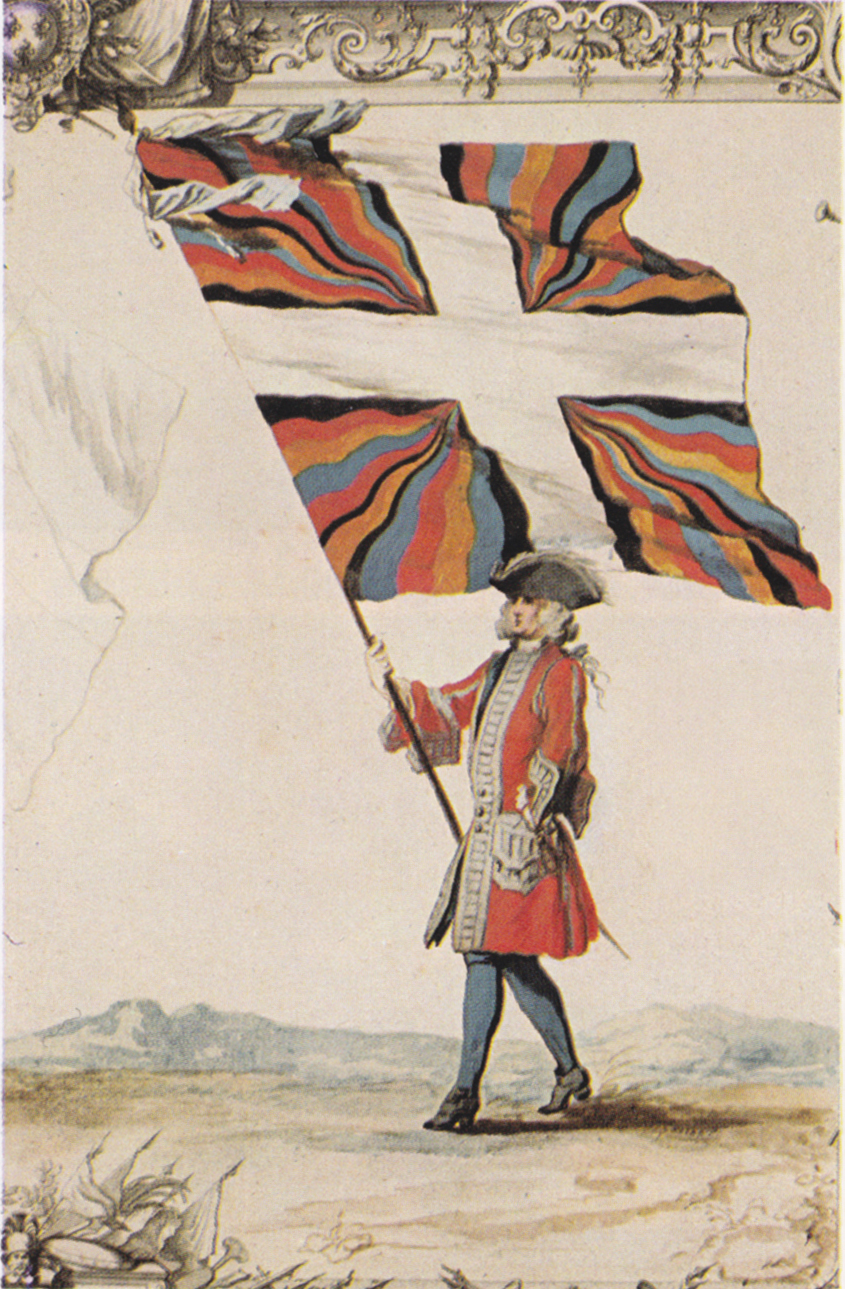
Geflammte Fahne der französischen Schweizergarde (1721)
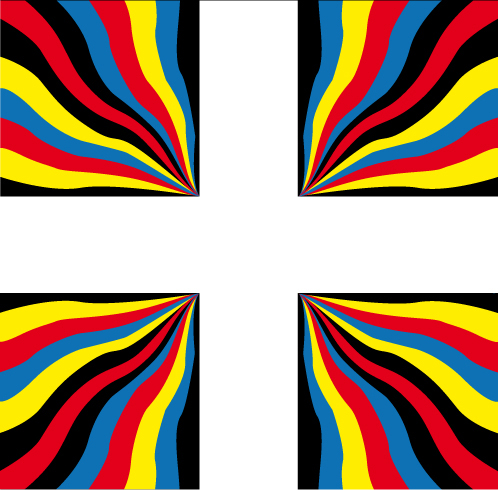
Geflammte Fahne der französischen Schweizergarde

### Helvetische Republik und Staatenbund bis 1847

Fahne der Helvetischen Republik

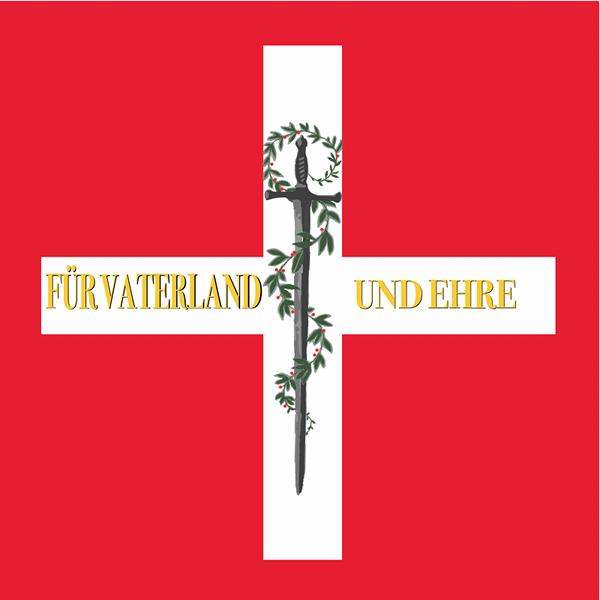
Bataillonsfahne von 1815

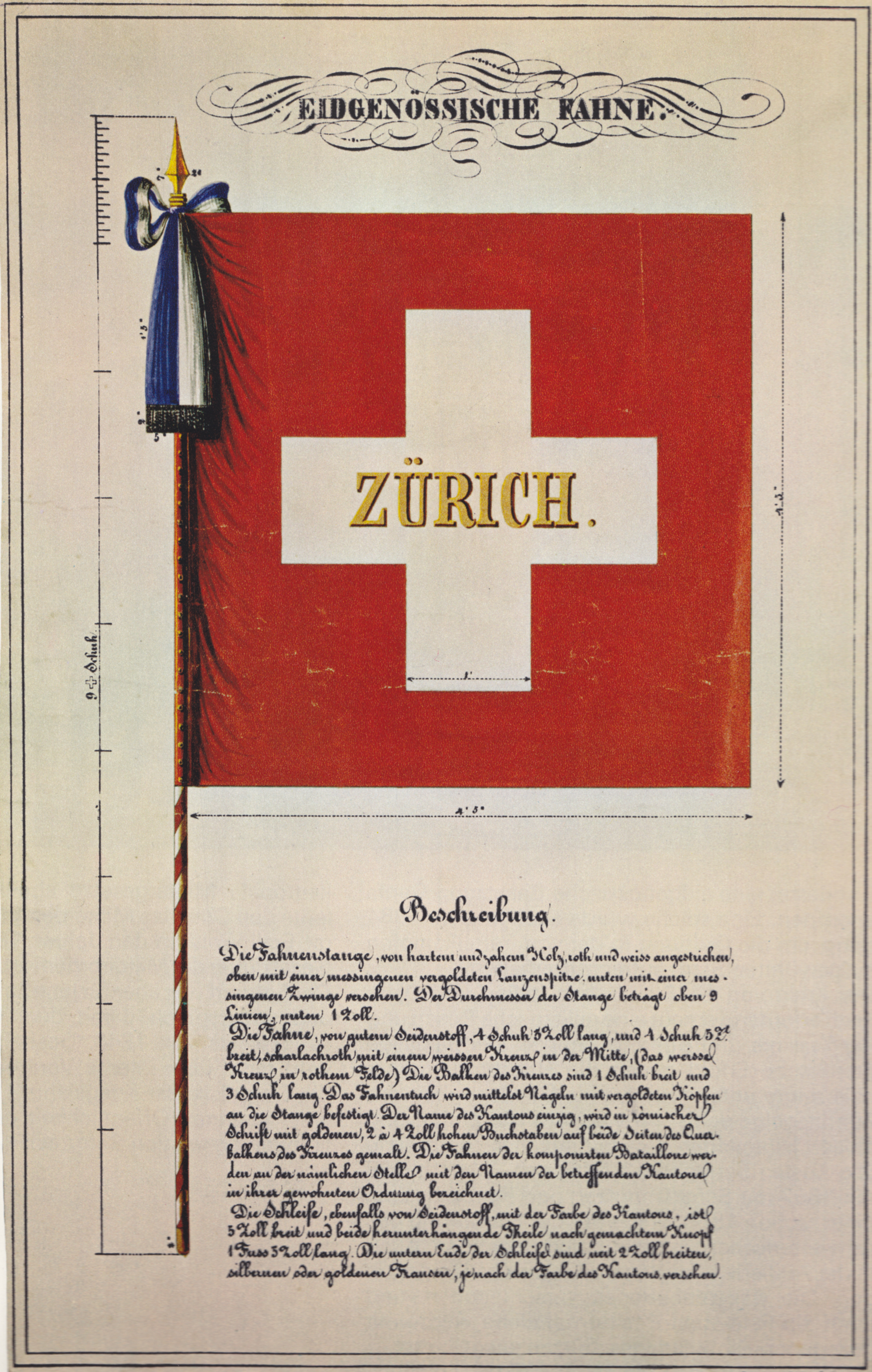
Definitives Modell der eidgenössischen Militärfahnen gemäss den Entwürfen von Carl Stauffer, das am 11. Oktober 1841 von der Tagsatzung an die Kantonsregierungen überreicht wurde

Eine erste gesamtschweizerische Fahne existierte während der Helvetischen Republik 1798–1803. Es war eine grün-rot-gelbe Trikolore nach französischem Vorbild, die am 13. Februar 1799 offiziell eingeführt wurde.
1815 wurde das Kreuz zum offiziellen Schweizer Wappen. Es fand zunächst nur im Schweizer Siegel Verwendung. Allerdings trugen die kantonalen Truppen als Zeichen der Zugehörigkeit zum eidgenössischen Heer seit dem 3. Juli 1815 auf Anordnung von General Niklaus Franz von Bachmann eine drei Zoll breite Armbinde, auf der das weisse Schweizerkreuz auf rotem Grund aufgebracht war. 1815 tauchte erstmals das freischwebende Schweizerkreuz auf eidgenössischen Bataillonsfahnen auf. Die kantonalen Kontingente hatten jedoch weiter eigene Fahnen, die wie vor 1798 einzig das durchgehende weisse Schweizerkreuz als Gemeinsamkeit hatten.
Auf Bestreben von Guillaume-Henri Dufour erhielten die eidgenössischen Infanteriebataillone durch Beschluss der Tagsatzung vom 2. September 1839 einheitliche Fahnen, die ein weisses Kreuz auf rotem Grund mit dem Namen des Kantons in Gold auf dem Querbalken des Kreuzesarm zeigen sollten. Nach weiteren Beratungen nahm die Tagsatzung am 21. Juli 1840 die neue eidgenössische Fahne an. In einem ersten Rundschreiben an die Kantone war noch von einer roten Fahne, die vom weissen Kreuz durchschnitten wird, die Rede. Erst nach weiteren Beratungen einigte man sich auf die bis heute gültige Form, die nach einem Entwurf von Carl Stauffer am 11. Oktober 1841 den Kantonen in einem Kreisschreiben mitgeteilt wurde.

### Moderne Schweiz nach 1848
Die eidgenössische Militärfahne wurde 1848 vom neu gegründeten Bundesstaat übernommen. Dufours Schweizerkreuz war aus fünf Quadraten zusammengesetzt und unterschied sich deutlich vom früher verwendeten schlanken Kreuz. 1889 legte die Bundesversammlung im Bundesbeschluss vom 12. Dezember, betreffend das eidgenössische Wappen, die noch heute gültige Form des Schweizerkreuzes fest: «Das Wappen der Eidgenossenschaft ist im roten Felde ein aufrechtes, frei stehendes weisses Kreuz, dessen unter sich gleiche Arme je einen Sechstel länger als breit sind». Eine Petition von über 50'000 Bürgern im Jahr 1890 mit dem Anliegen, zum Kreuz aus fünf Quadraten zurückzukehren, blieb erfolglos.
Hinsichtlich der Fahne gab es keine Definition, daher wurde hier das Schweizerkreuz aus dem Wappen einfach übernommen. Die Grösse des Schweizerkreuzes im Verhältnis zur Fahne war noch nicht festgelegt. Bei der Landwehr waren geflammte Militärfahnen noch bis etwa 1865 in Gebrauch.
Traditionell wird die Schweizerfahne privat vor allem am Schweizer Bundesfeiertag zur Dekoration verwendet und teilweise auch über das ganze Jahr hinweg gehisst. Während der 1980er Jahre war das Verwenden des Schweizerkreuzes oft als (zu) nationalistisch verpönt, doch wurde es im Zuge der sogenannten Swissness seit den 1990er Jahren zum breit vermarkteten Symbol auf Souvenirs, Kleidung und Design-Gegenständen.

### «Corporate Design Bund»
Der Bundesrat beschloss im November 2003 die Schaffung eines einheitlichen und eindeutigen Erscheinungsbildes, das am 1. Januar 2007 eingeführt wurde. Dieses als «Corporate Design Bund» oder kurz «CD Bund» bezeichnete Erscheinungsbild regelt die genaue Verwendung des Eidgenössischen Wappens. Die Regelung gilt für den Bundesrat, die Bundeskanzlei, die Departemente (siehe Bundesverwaltung), die Ämter und sämtliche Verwaltungseinheiten des ersten und zweiten Kreises. Der erste Kreis umfasst die Zentralverwaltung und der zweite Kreis die Verwaltungseinheiten (VE), die mit einem Leistungsauftrag und Globalbudget geführt werden, die sogenannten FLAG-Einheiten («Führen mit Leistungsauftrag und Globalbudget»).

## Schutz
Die Zeichen der Schweizerischen Eidgenossenschaft sind im Inland durch das Bundesgesetz zum Schutz öffentlicher Wappen und anderer öffentlicher Zeichen (SR 232.21) geschützt. Sie dürfen in der Regel nur von den entsprechenden amtlichen Stellen als Marken verwendet werden. Durch § 125 des Gesetzes über Ordnungswidrigkeiten sind die Zeichen der Schweizerischen Eidgenossenschaft – zusammen mit den Zeichen des Roten Kreuzes – auch in Deutschland explizit unter Schutz gestellt. Ebensolches gilt in Österreich, dort steht eine entsprechende Regelung im Rotkreuzgesetz. Auch die Niederlande haben ein entsprechendes, strafbewehrtes Verbot in ihrem Strafrechtsbuch. Die Verbote beruhen auf Art. 53 Abs. 2 des I. Genfer Abkommens. Diese Norm verpflichtet alle Vertragsstaaten, die Verwendung des Schweizerwappens durch Privatpersonen, Gesellschaften und Handelsfirmen zu verbieten. Grund dafür ist einerseits die Verwechslungsgefahr mit dem ebenfalls in dieser Weise zu schützenden Roten Kreuz, andererseits «die der Schweiz durch Annahme der umgekehrten eidgenössischen Landesfarben» als Schutzzeichen «erwiesene Ehrung».

## Ähnliche Symbole

### Kanton Schwyz
Fahne und Wappen des Kantons Schwyz zeigen ebenfalls ein weisses Kreuz auf rotem Grund, jedoch ist das weisse Kreuz wesentlich kleiner und steht in einem oberen Eck. Ausserdem sind die Arme des Kreuzes schlanker als beim heutigen Schweizerkreuz.

### Haus Savoyen

Wappen des Hauses Savoyen

Das Wappen des Hauses Savoyen zeigt ebenfalls ein weisses Kreuz auf rotem Grund. Im Unterschied zum Schweizerkreuz reicht hier das weisse Kreuz auf allen Seiten bis zum Schildrand, so dass das Rot in vier voneinander getrennte Flächen aufgeteilt wird.

### Rotes Kreuz
Das farbliche Gegenstück des Schweizerkreuzes ist das rote Kreuz auf weissem Grund. Die Rotkreuz-Organisation wählte zu Ehren ihres Gründers Henry Dunant und seines Heimatlandes dieses Symbol als ihr Schutz- und Kennzeichen.